# Go-Kashiwabara
Keizer Go-Kashiwabara (後柏原天皇, Go-Kashiwabara-tennō, 19 november 1464 – 19 mei 1526) was de 104e keizer van Japan volgens de traditionele opvolgvolgorde. Hij regeerde van 16 november 1500 tot aan zijn dood.

## Genealogie
Het voorvoegsel go- (後), kan worden vertaald als “later” of “tweede”, waardoor zijn naam vrij vertaald “Kashiwabara de tweede” betekent. Zijn persoonlijke naam (imina) was Fusahito-shinnō (成仁親王). Katsuhito (勝仁).
Go-Kashiwabara was de eerste zoon van keizer Go-Tsuchimikado. Zijn moeder was Niwata (Fujiwara) Asak. Zijn moeder was Niwata (Fujiwara) Asako (庭田(源)朝子), de dochter van Niwata Nagakata (庭田長賢).
Go-Kashiwabara kreeg in zijn leven 8 kinderen.

## Leven
Go-Kashiwabara volgde zijn vader op in 1500. Toen hij de troon overnam, kampte het keizerlijk hof nog met zware financiële problemen als gevolg van de Onin-oorlog. Dit maakte dat Go-Kashiwabara geen begrafenisceremonie kon betalen voor zijn vader. Pas een jaar na Go-Tsuchimikado’s dood kon Go-Kashiwabara de begrafenis betalen dankzij giften van Honganji Jitsunyo本願寺実如 en het Ashikaga-shogunaat.
De oorlog liet meer sporen achter. De edelen van Japan waren verdeeld geraakt en de armoede aan het hof maakte dat de macht van de keizer tot een historisch dieptepunt daalde. In 1501 werd shogun Ashikaga Yoshimura verbannen. In 1503 werd Japan getroffen door een grote droogte, gevolgd door een hongersnood in 1504. In 1525 werd besloten om alle hofceremoniën van de keizer af te schaffen daar het hof deze niet langer kon financieren.
Go-Kashiwabara stierf op 61-jarige leeftijd. Volgens de overlevering werd hij dood gevonden in de archieven van het hof.

## Tijdsperioden
Go-Kashiwabara’s regeerperiode omvat de volgende tijdsperioden van de Japanse geschiedenis:
- Meiō (1492-1501)
- Bunki (1501-1504)
- Eishō (1504-1521)
- Daiei (1521-1528)

* Regent Jingu staat niet op de traditionele lijst.